# Clayton Alderfer
Clayton Paul Alderfer (* 1. září 1940, Sellersville, Pensylvánie, USA – 30. října 2015) byl americký psycholog, který rozšířil Maslowovu hierarchii lidských potřeb jejím rozdělením do svojí teorie ERG (z anglických slov Existence, Relatedness a Growth). První skupina Existence se týká poskytování základních požadavků na materiální existenci člověka. Obsahuje položky, které Maslow řadil mezi potřeby fyziologické a potřeby bezpečí. Druhá skupina jsou potřeby sociální (Relatedness) – touha lidí udržovat důležité osobní vztahy. Tyto sociální cíle vyžadují pro své dosažení mezilidskou komunikaci a řadí se k Maslowovým sociálním potřebám a vnější části úrovně uznání a úcty (esteem classification). Alderfer separoval potřeby růstu (Growth): vnitřní touhy osobního rozvoje. Ty zahrnují vnitřní části Maslowovy úrovně uznání a úcty spolu s obsahem nejvyšší části pyramidy, tj. potřeby seberealizace.
Zařadil potřeby spodní části (fyziologické a bezpečí) do kategorie Existence, Maslowovy mezilidské vztahy a uznání pak do Relatedness (sociální). Kategorie růstu (Growth) obsahovala potřeby z nejvyšší části, tj. ze seberealizace. Alderfer rovněž představil souběžné použití teorie regrese a teorie ERG. Tvrdil, že když nejsou dosaženy cíle z vyšší úrovně, daná osoba zdvojnásobí úsilí v kategorii nižší. Například pokud nejsou dosaženy cíle seberealizace a sebeuznání, vynaloží dotyčný vyšší úsilí v kategorii vztahů v naději pro dosažení oněch vyšších.

## Dílo
- Alderfer, Clayton P., An Empirical Test of a New Theory of Human Needs; Organizational Behaviour and Human Performance, volume 4, issue 2, pp. 142–175, May 1969
- Alderfer, C. P., Existence, Relatedness, and Growth; Human Needs in Organizational Settings, New York: Free Press, 1972
- Alderfer, C. P., "A critique of Salancik and Pfeffer's examination of need-satisfaction theories, Administrative Science Quarterly, 22 (1977), 658-669
- Alderfer, C. P. The Methodology of Organizational Diagnosis, Professional Psychology, 1980, 11, 459-468
- Alderfer, C. P. An Intergroup Perspective on Group Dynamics. In J. W. Lorsch (editor), Handbook of Organizational Behavior, 1987, 190-222
- Alderfer, C. P. Consulting to Underbounded Systems, C. P. Alderfer and C. L. Cooper (editors), Advances in Experiential Social Processes, 1980, 2, 267-295
- Alderfer, C. P. Improving organizational communication through long-term intergroup intervention, Journal of Applied Behavioral Science, 1977, 13, 193-210
- Alderfer, C. P. and Brown, L. D. Learning from changing, 47-56, 129-141
- Alderfer, C.P. (2005). The Five Laws of Group and Intergroup Dynamics